# Keith Pavitt

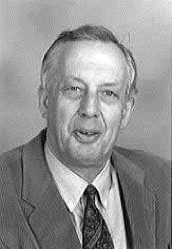
Keith Pavitt

Keith Pavitt (Londres, 13 de enero de 1937 - Lewes, East Sussex, el 20 de diciembre de 2002) fue un Inglés estudioso en el ámbito de la Política Científica y Tecnológica. Fue profesor de Política Científica y Tecnológica en la Unidad de Investigación de Políticas Científicas (SPRU) de la Universidad de Sussex, desde 1984 hasta su muerte.

## Biografía
Keith Pavitt creció en Hackney, Londres, y de niño vivió los bombardeos aéreos, pasando mucho tiempo en refugios antibombas. Obtuvo una beca abierta para estudiar en el Trinity College de Cambridge. Durante el Servicio Nacional, calificó para ser piloto de la RAF. En Cambridge obtuvo un destacado lugar en Ingeniería en 1959 y fue Senior Scholar en Trinity. Ganó una beca en economía y políticas públicas en la Universidad de Harvard en 1969-1961. Entonces se unió a la Organización para la Cooperación y el Desarrollo Económicos (OCDE) en París. A principios de 1960, esta estaba llevando a cabo la investigación de políticas pioneras, en particular en el desarrollo de políticas para la ciencia, la ingeniería e innovación. Durante este tiempo empezó una colaboración permanente con Chris Freeman, economista británico que estaba desarrollando algunas de las primeras estadísticas internacionales de investigación y desarrollo. Tras un año en la Universidad de Princeton, Pavitt se trasladó a la Universidad de Sussex en 1971. Por 30 años Pavitt se mantuvo en la vanguardia de la investigación de SPRU. La Universidad Complutense de Madrid le nombró doctor Honoris Causa.

## Contribuciones a Política Científica y Tecnológica
Keith Pavitt fue un pionero en nuevos métodos para medir la innovación y el cambio técnico. Junto con Pari Patel, desarrolló el uso de patentes como indicador de la ciencia y tecnología . A comienzos de los '80s, también desarrolló, junto con John Townsend y otros colegas, una amplia base de datos de las innovaciones introducidas en el Reino Unido desde el final de la guerra. Esta base de datos fue utilizado por varios estudiosos y sigue siendo un hito en la medición de la innovación. Junto con Roy Rothwell, también desarrolló la teoría y la práctica de la gestión de la innovación.
Como coeditor de la revista académica Research Policy. Política y estudios de gestión de la ciencia, la tecnología y la innovación, contribuyó a mejorar su reputación hasta convertirse en la publicación más influyente en el campo.

### Taxonomía de Pavitt
La contribución más importante hecha por Pavitt a la economía de la innovación es su taxonomía de empresas innovadoras. Pavitt sostuvo que las fuentes y los efectos de la innovación son específicas de cada sector. Basado en un impresionante conocimiento de la innovación industrial, la taxonomía de Pavitt sugiere que las empresas se pueden dividir en cuatro grandes categorías: 
- empresas dominadas por proveedores, es decir, aquellas empresas que adquieren sus conocimientos técnicos de sus proveedores,
- Proveedores especializados, especialmente en el campo de los equipos y bienes de capital, que proporcionan las innovaciones a las otras empresas
- firmas dominadas por escala, donde se asocia la innovación a escala; y
- empresas basadas en la ciencia, las que innovan a través de sus laboratorios propios de I+D.

La taxonomía Pavitt ha sido ampliamente aplicada en economía industrial y la política de ciencia y también se utiliza para las estadísticas industriales. Originalmente desarrollado para el sector manufacturero, cada vez se aplica más también a la economía de servicios.

## Legado
Keith Pavitt fue una figura crucial, junto con su mentor Chris Freeman, para hacer de SPRU un centro de excelencia internacional en el campo de los estudios de innovación, con la estrecha colaboración con colegas de todos los continentes. Pavitt colaboró estrechamente con el economista belga Luc Soete, con el científico social italiano Giovanni Dosi, y mantuvo una estrecha relación intelectual con el economista estadounidense Richard R. Nelson. Un gran número de trabajos fueron coautoría con el economista indio Pari Patel. Él también supervisó y colaboró con varios economistas de la innovación y académicos sobre política científica, como Giorgio Sirilli, Ben Martin, Mike Hobday, Ian Miles, Orsenigo Luigi, Daniele Archibugi, Jan Fagerberg y Diana Hicks.
Para su jubilación, sus colegas organizaron una importante conferencia en honor de Keith Pavitt "¿Qué sabemos acerca de la innovación?". Inesperadamente, Pavitt murió varios meses antes de que la Conferencia se llevara a cabo. La Conferencia se convirtió en un homenaje importante a su vida y obra. Los expertos más importantes en el ámbito de la política científica y tecnológica asistieron a SPRU, Universidad de Sussex, entre el 12 y el 15 de noviembre del 2003.
Tanto la Biblioteca de la Unidad de Investigación de Políticas Científicas como el Laboratorio di dell'Innovazione Economía de la Universidad de Florencia llevan su nombre.

### Obras de Keith Pavitt
- Joe Tidd, John Bessant y Keith Pavitt, Gestión de la Innovación: Integrando Cambio tecnológico, de mercado y Organizacional, 3 ª edición, John Wiley, Hoboken, NJ, 2005, ISBN 0-470-09326-9
- Keith Pavitt, Tecnología, Gestión y Sistemas de Innovación, Edward Elgar, Cheltenham, 1999 ISBN 1-85898-874-8 (una colección de los periódicos más influyentes).
- Giovanni Dosi,'Keith Pavitt', Luc Soete,La economía del cambio técnico y el comercio internacional, New York University Press, Nueva York, 1991 , ISBN 0-8147-1834-5.
- Keith Pavitt, patrones sectoriales de cambio técnico: Hacia una taxonomía y una teoría, "Research Policy", Volumen 13, Número 6, diciembre de 1984, páginas 343-373.

### Obras acerca de Keith Pavitt
- Daniele Archibugi, "A Dieciséis Años la taxonomía de Pavitt: un artículo de revisión",Economía de la Innovación y Nuevas Tecnologías, vol. 3 (2001), pp. 415-425.
- Chris Freeman, Pari Patel y Ben Martin, Profesor Keith Pavitt. Pionero en la investigación en políticas científicas. Obituario, The Independent, 31 de enero de 2003.
- Martin Meyer, Tiago Santos Pereirac, Persson y Olle Granstrand Ove, "El mundo cienciométrico de Keith Pavitt: Un tributo a sus contribuciones a la políticas de investigación y el análisis de patentes",Research Policy, vol. 33, no. 9 (2004), páginas 1405-1417.
- Bart Verspagen y Claudia Werker, "Keith Pavitt y el Colegio Invisible de la economía de la tecnología e innovación»,Research Policy vol. 33, no. 9 (2004), páginas: 1419-1431